# Korg KARMA
De Korg KARMA is een music workstation die door Korg van 2001 tot 2006 werd gemaakt. De KARMA is een gespecialiseerd lid van de TRITON-familie.
Het acroniem KARMA staat voor Kay Algorithmic Realtime Music Architecture, dat is ontwikkeld door Stephen Kay.

## Kenmerken
De synthesizer heeft een rode behuizing met oranje scherm en heeft een klavier van 61 aanslaggevoelige toetsen met aftertouch. Het aanraaklint uit de TRITON is niet meer aanwezig.
De KARMA gebruikt dezelfde PCM-geluidsbron uit de Korg TRITON, genaamd "Hyper Integrated"-synthese. Er zijn 62 oscillators die als 62 stemmen in single mode, of als 31 stemmen in double mode geconfigureerd kunnen worden. Het klankgeheugen bevat 32 MB ROM en heeft 425 multisamples en 413 drumsamples. Daarnaast is er plaats voor twee EXB-PCM-uitbreidingskaarten.
De KARMA heeft een arpeggiator, en een ingebouwde sequencer met ruimte voor 200 nummers. Ondanks het gemis van een sampler kan de KARMA verschillende frases genereren, die niet in vergelijkbare synthesizers zijn terug te vinden.

## Bekende gebruikers
Bekende gebruikers van de KARMA zijn Rick Wakeman, Phil Collins, Herbie Hancock, Peter Gabriel, Vangelis, Yes, Pete Townshend, en Keith Emerson.